# 罗恩·默瑟
罗纳德·尤金·默瑟（英語：Ronald Eugene Mercer，1976年5月18日—），美国NBA联盟职业篮球运动员。他在1997年的NBA选秀中第1轮第6顺位被波士顿凯尔特人选中。